# Massimo Massimi
Pour les personnes ayant le même patronyme, voir Massimi.
Massimo Massimi, né le 10 avril 1877 à Rome, capitale du royaume d'Italie, et mort le 6 mars 1954 à   Rome, est un cardinal italien du XXe siècle.

## Biographie
Massimo Massimi fait un travail pastoral dans le diocèse de Rome, est professeur à l'athénée pontifical romain S. Apollinare et exerce des fonctions au sein de la Curie romaine, notamment comme auditeur et doyen à la Rote romaine et à la Commission pontificale pour l'interprétation authentique du code du droit canonique.
Le pape Pie XI le créé cardinal au consistoire du 18 décembre 1935. Le cardinal Massimi est président de la Commission pontificale pour l'interprétation authentique du code du droit canonique et préfet  du tribunal suprême de la Signature apostolique. Il participe au conclave de 1939, à l'issue duquel Pie XII est élu.